# Colorado Piedmont
Le Colorado Piedmont est une zone située le long de la base des contreforts du Front Range dans le centre-nord du Colorado aux États-Unis.
La région se compose d'une large vallée d'un peu moins de 1 500 m d'altitude, s'étendant au nord et au nord-est de Denver dans la vallée de la South Platte, ainsi que le long de la vallée de la rivière Arkansas vers le sud depuis Colorado Springs.
Le Left Hand Creek le traverse.